# Hammada du Draa
Die Hammada du Draa ist eine Hammada, also eine Stein- und Felswüste, und liegt als Felsplateau in der Sahara-Provinz Tindūf im äußersten Westen Algeriens, benannt nach dem Wadi Draa, zu dessen Talsenke das Plateau im Nordwesten in der Grenzregion zu Marokko abbricht. Im Westen haben auch die marokkanischen Provinzen Assa-Zag und Es Semara Anteil an der Hochebene.
Die Hammada du Draa erstreckt sich, bezogen auf das in Farbe und Struktur gleichförmige Erscheinungsbild aus der Satellitenperspektive, von Südwest nach Nordost über eine Länge von knapp 400 km aus der Gegend westlich von Mahbes bis östlich von Oum el Assel. Die Breite des Plateaus liegt bei rund 100 km. Im Südosten schließt an die Hammada eine abflusslose Senke an. Die Provinzhauptstadt Tindouf liegt am Übergang der Hammada zu dieser Senke.
Das Höhenniveau der Hammada steigt von rund 400 m am Südostrand bis auf teilweise 600 m am Nordwestrand an.
Bedeutend für den Verkehr durch die Hammada du Draa ist die Nationalstraße 50. Sie führt von Tindouf parallel zur marokkanischen Grenze nach Nordosten und verbindet so die Region mit der Hauptstadt der Nachbarprovinz Bechar und dem algerischen Fernstraßennetz. 
Auf dem Gebiet der Westsahara durchschneidet die Marokkanische Mauer die Hammada du Draa von Nord nach Süd entlang der Grenze und folgt dann dem Südrand der Hammada nach Westen bis in die Gegend von Mahbes.